# Orvalho

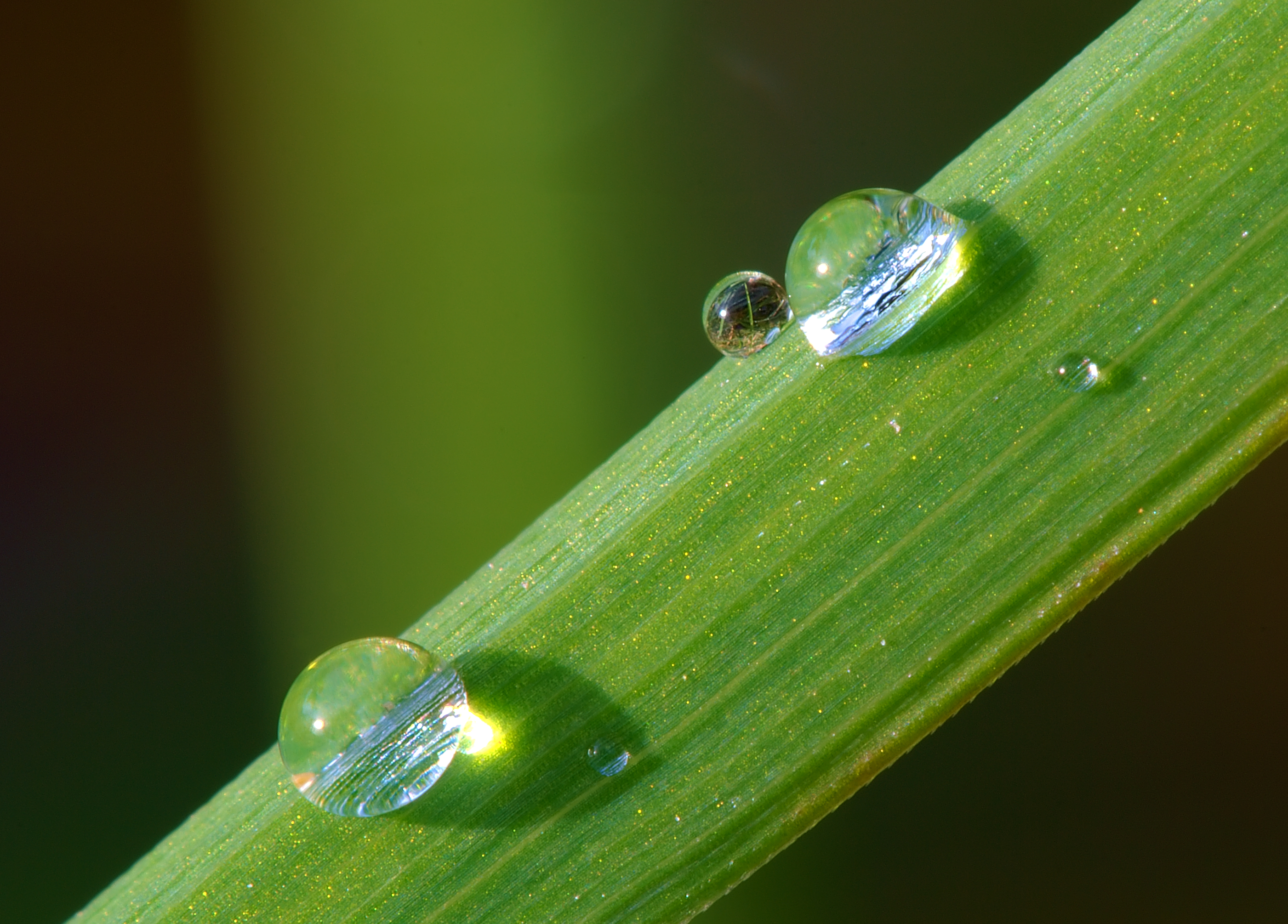
Orvalho sobre as plantas

O orvalho, também chamado em algumas regiões do Brasil de sereno, é um fenômeno físico no qual a umidade do ar precipita por condensação na forma de gotas, pela diminuição da temperatura ou em contato com superfícies frias. É o processo contrário ao da evaporação.
É um fenômeno vinculado à capacidade do ar de incorporar e reter vapor de água. Para uma dada temperatura há um conteúdo máximo de vapor a ser incorporado ao ambiente. Essa capacidade máxima cresce à medida que a temperatura do ar aumenta. Assim, ao nível do mar, um ambiente a 30 °C pode conter um máximo de 27 gramas de vapor por quilograma de ar seco. No mesmo ambiente, a 0 °C, somente pode ser incorporado um máximo de quatro gramas de vapor por quilograma de ar seco. Desta maneira, com uma queda de temperatura no ambiente, ocorre uma condensação do excesso de vapor de água. Uma das formas de produção do sereno relaciona-se ao esfriamento noturno do solo e da camada de ar adjacente devido a perdas de energia por emissão de radiação infravermelha. A formação do orvalho é muito comum nas noites de tempo tranquilo e calmo, quando a temperatura baixa do solo afeta o ar, fazendo o vapor atingir o ponto de saturação.
Depósito de gotas de água resultantes de condensação de vapor na superfície de objetos que permanecem ao ar livre durante a noite, o orvalho forma-se nas noites claras, quando as superfícies descobertas irradiam calor para a atmosfera. A menos que essa perda seja compensada por uma produção eficiente de calor no interior da superfície, esta se resfriará. A maior parte dos objetos — inclusive folhas de capim e pétalas de flores — irradiam mais calor que o ar e ficam, durante a noite, mais frios que este. As superfícies frias esfriam o ar à sua volta; se suficientemente úmida, a temperatura fica abaixo do seu ponto de orvalho. O vapor então passará, por condensação, do ar à superfície.
Geada é um fenômeno da natureza (quando o orvalho congela) que ocorre quando se formam camadas finas de gelo sobre as plantas ou outras superfícies lisas, como vidros de janelas. Os períodos mais comuns de ocorrência são o inverno ou o outono, quando as temperaturas estão mais baixas. Mas as geadas também podem acontecer em outras épocas do ano, com a passagem de frentes frias ou de massas de ar polar.

## Formação
O vapor de água irá condensar-se em gotículas, dependendo da temperatura. A temperatura na qual as gotículas se formam é chamada de ponto de orvalho. Quando a temperatura da superfície cai, eventualmente atingindo o ponto de orvalho, o vapor de água atmosférico se condensa para formar pequenas gotículas na superfície. Esse processo distingue o orvalho daqueles hidrometeoros (ocorrências meteorológicas da água), que se formam diretamente no ar que esfriou até seu ponto de orvalho (tipicamente em torno de núcleos de condensação), como nevoeiro ou nuvens. Os princípios termodinâmicos da formação, no entanto, são os mesmos. O orvalho é comumente formado durante determinados períodos do dia. Noites, madrugadas e início da noite são todos os momentos durante os quais o orvalho é provável de ser encontrado.

## Ocorrência
O resfriamento adequado da superfície normalmente ocorre quando ela perde mais energia por radiação infravermelha do que recebe como radiação solar do Sol, o que é especialmente o caso em noites claras. A baixa condutividade térmica restringe a reposição dessas perdas das camadas mais profundas do solo, que normalmente são mais quentes à noite. Os objetos preferidos de formação de orvalho são, portanto, de má condução ou bem isolados do solo, e não metálicos, enquanto superfícies revestidas de metal brilhante são radiadores infravermelhos pobres. As condições meteorológicas preferidas incluem a ausência de nuvens e pouco vapor de água na atmosfera mais alta para minimizar os efeitos de estufa e umidade suficiente do ar perto do solo. As noites típicas de orvalho são classicamente consideradas calmas, porque o vento transporta (noturnomente) ar mais quente de níveis mais altos para a superfície fria. No entanto, se a atmosfera é a principal fonte de umidade (esse tipo é chamado de queda de orvalho), uma certa quantidade de ventilação é necessária para substituir o vapor que já está condensado. As maiores velocidades ideais de vento podem ser encontradas em ilhas áridas. O vento sempre parece adverso, no entanto, se o solo úmido abaixo for a principal fonte de vapor (nesse caso, diz-se que o orvalho se forma por destilação).
Os processos de formação de orvalho não restringem sua ocorrência à noite e ao ar livre. Eles também estão funcionando quando os óculos ficam vaporosos em uma sala quente e úmida ou em processos industriais. No entanto, o termo condensação é preferido nesses casos.

## Medição
Um aparelho clássico para medição de orvalho é o drômetro. Uma pequena superfície condensadora (artificial) é suspensa a partir de um braço preso a um ponteiro ou a uma caneta que registra as mudanças de peso do condensador em um tambor. Além de ser muito sensível ao vento, no entanto, este, como todos os dispositivos de superfície artificial, fornece apenas uma medida do potencial meteorológico para a formação de orvalho. A quantidade real de orvalho em um local específico é fortemente dependente das propriedades da superfície. Para sua medição, plantas, folhas ou colunas inteiras de solo são colocadas em uma balança com sua superfície na mesma altura e no mesmo ambiente que ocorreria naturalmente, fornecendo assim um pequeno lisímetro. Outros métodos incluem a estimativa por meio da comparação das gotículas com fotografias padronizadas ou a medição volumétrica da quantidade de água limpa da superfície. Alguns desses métodos incluem a gutação, enquanto outros medem apenas a queda de orvalho e/ou destilação.